# Квилинг
Квилингът (на английски: Quilling), наричан още хартиен филигран, е форма на изкуството, която включва използването на ленти от хартия, които се навиват, сгъват в определени форми или се слепват заедно, за да се създаде интересен декоративен дизайн.
Името на изкуството произлиза от думата „quill“ – „паче перо“, което се е използвало от монахини като основен инструмент още в средновековна Европа (края на 14 началото на 15 век). С негова помощ те са навивали тънки ивици хартия с позлатени краища и са изработвали малки хартиени брошки, които дори погледнати от близо създавали илюзията, че са направени от ивици злато.
Хартията е краткотраен материал и малко са оцелелите шедьоври от средновековието, но въпреки това тази техника се е запазила през годините и е популярна в много страни, особено в Западна Европа – Германия и Англия. Най-широко разпространение куилинг изкуството получава, когато е пренесено на Изток. Куилингът през 15 век е считан за изкуство, през 19 век – за дамско забавление, а през 20 век – почти е бил забравен. Едва в края на миналия век отново започва да се гледа на него като на изкуство. В английската принцеса Елизабет е била сериозно увлечена от изкуството куилинг и много от нейните творения се съхраняват в музея „Виктория и Алберт“ в Лондон. Куилинг изкуство може да бъде видяно и в художествените галерии в Европа, както и по целия свят.
Днес, се завръща популярността на quillers (хора, които практикуват изкуството quilling)във всички континенти и във всички сфери на живота. Това е народна форма на изкуство и красотата му винаги се разширява. Занаятът става все по-популярна поради ниската цена на материала. Той се използва за украса на сватбени покани, поздравителни картички кутии.Quilling може да се види в художествени галерии по цял свят.
Чрез техниката квилинг могат да се изработят най-разнообразни подаръчни творби. Картички, покани, картини, пана за украса, цели фигури, както и малки елементи – добавки към други композиции. Въображението на твореца е изцяло освободено от правила и квилингът може да се използва в най-широко понятие. Комбинирането на цветовете и формите, както големината и композицията са изцяло в ръцете на твореца. 